# Ramón Puchol y Ferrer
Ramón Puchol y Ferrer fou un polític valencià, diputat a les Corts Espanyoles durant la restauració borbònica.
Membre del Partit Conservador, el 1883 fou secretari de la Reial Societat Econòmica dels Amics del País, més tard fou governador civil de València i fou elegit diputat pel districte de Pego a les eleccions generals espanyoles de 1896, però va dimitir el 1897 quan fou nomenat governador civil de Granada. A les eleccions generals espanyoles de 1903 fou elegit diputat pel districte de Xelva.